# Абдулах I од Јордана
Абдулах I ибн Хусеин (арап. عبد الله الأول بن الحسين; 1882 — 20. јул 1951) или Абдулах I од Јордана био је први владар Јордана. Имао је титулу емира од 1921. до 1946. када је постао краљ, а ту титулу је држао до 1951. године када је убијен.
Имао је укупно три жене са којима је имао укупно шесторо деце, међу којима је и његов наследник Талал I од Јордана.